# ITSM
ITSM (IT Service Management, управление ИТ-услугами) — подход к управлению и организации ИТ-услуг, направленный на удовлетворение потребностей бизнеса. Управление ИТ-услугами реализуется поставщиками ИТ-услуг путём использования оптимального сочетания людей, процессов и информационных технологий. Для содействия реализации подхода к  управлению ИТ-услугами используется серия документов ITIL.
В отличие от более традиционного технологического подхода, ITSM рекомендует сосредоточиться на клиенте и его потребностях, на услугах, предоставляемых пользователю информационными технологиями, а не на самих технологиях. При этом процессная организация предоставления услуг и наличие заранее оговоренных в соглашениях об уровне услуг параметров эффективности (KPI) позволяет ИТ-отделам предоставлять качественные услуги, измерять и улучшать их качество.
Важным моментом при изложении принципов ITSM является системность. При изложении каждого составного элемента ITSM (управление инцидентами, управление конфигурациями, управление безопасностью и т. д.) в обязательном порядке прослеживается его взаимосвязь и координация с остальными элементами (службами, процессами) и при этом даются необходимые практические рекомендации.
ITIL не является конкретным алгоритмом или руководством к действию, но она описывает передовой опыт (best practices) и предлагает рекомендации по организации процессного подхода и управления качеством предоставления услуг. Это позволяет оторваться от особенностей данного конкретного предприятия в данной конкретной отрасли. Вместе с тем, несмотря на определённую абстрактность, ITIL всячески нацелено на практическое использование. В каждом разделе библиотеки приводятся ключевые факторы успеха внедрения того или иного процесса, практические рекомендации при этом превалируют над чисто теоретическими рассуждениями.

## Содержание
В настоящее время существует несколько версий ITIL.
ITIL версии 2 состоит из семи книг:
1. Предоставление услуг (Service Delivery)
2. Поддержка услуг (Service Support)
3. Планирование внедрения управления услугами (Planning to Implement Service Management)
4. Управление приложениями (Application Management)
5. Управление инфраструктурой информационно-коммуникационных технологий (ICT Infrastructure Management)
6. Управление безопасностью (Security Management)
7. Бизнес-перспектива (The Business Perspective)

ITIL версии 3 состоит из пяти книг:
1. Service Strategy
2. Service Design
3. Service Transition
4. Service Operation
5. Continual Service Improvement

Кроме этого, в эту редакцию входит ещё две книги: «Обзор ITIL» и «Карманный справочник».

### Основные концепты
Наиболее известными из описанных в этих книгах являются десять базовых процессов, обеспечивающих поддержку и предоставление ИТ сервисов (ITSM):
1. управления инцидентами
2. управления проблемами
3. управления конфигурациями
4. управления изменениями
5. управления релизами
6. управления уровнем услуг
7. управления мощностями
8. управления доступностью
9. управления непрерывностью
10. управления финансами

## Структурирование субъекта рынка
Структурирование субъекта рынка (СР) в части ИТ должно производиться по одной из моделей:
- инсорсинг – использование внутренних специализированных ИТ-подразделений для оказания ИТ-услуг;
- аутсорсинг – передача ИТ-функций на исполнение во внешнюю по отношению к субъекту рынка специализированную Сервисную Организацию;
- смешанная модель (ряд сервисов предоставляется сервисным подразделениям субъекта рынка (инсорсинг), другие сервисы предоставляются внешней сервисной организации (аутсорсинг).

В организации должна быть структура, являющаяся поставщиком услуг IT и одновременно заказчиком для внешних поставщиков IT-услуг («служба заказчика»). ITSM декларирует её функции и обязанности.
Неотъемлемой частью процессной организации по ITSM является Service Desk — подразделение (в терминологии ITIL «функция»), обеспечивающее единую и единственную точку входа для всех запросов конечных пользователей и унифицированную процедуру обработки запросов. Зачастую внедрение процессного подхода к предоставлению услуг начинается именно с внедрения Service Desk.
ITSM также определяет множество понятий и задаёт задачи отделов в структуре управления IT (управление рисками, управление безопасностью, управление финансами и так далее).

## Внедрение управления услугами
Вопросам организации внедрения ITSM посвящена отдельная книга ITIL «Планирование внедрения управления услугами» («Planning to Implement Service Management»).